# Ойнохойя
Энохо́я, ойнохо́йя, ойнохоя (др.-греч. οἰνοχόη, от др.-греч. οἰνος — вино и др.-греч. χεω — лью) — древнегреческий кувшин с одной ручкой и широким раструбом устья, завершающимся тремя сливами (загибами верхнего края). Такие сосуды известны с эпохи крито-минойской культуры. Их делали из бронзы и керамики, в римское время — из стекла.
Ойнохои предназначались для разливания вина за пиршественным столом на симпосиях. Остроумная конструкция устья позволяла виночерпию, «слегка меняя положение локтя и поворачивая кисть руки, разливать вино последовательно в три чаши, поставленные рядом, — в одну через передний, а в две другие — через боковые стоки устья».
Форма таких сосудов претерпевала эволюцию. В VII—VI веках до н. э. их изготавливали на о. Родос. Родосские ойнохои имели высокую изогнутую ручку с дискообразными прилепами в верхней части, позволяющими дополнительно прижимать ручку большим пальцем руки. Более поздние аттические ойнохои с краснофигурной росписью имеют невысокую ручку, округлое тулово и невысокий поддон. Сосуд близкого типа меньших размеров имеют иное название — ольпа.

## Галерея

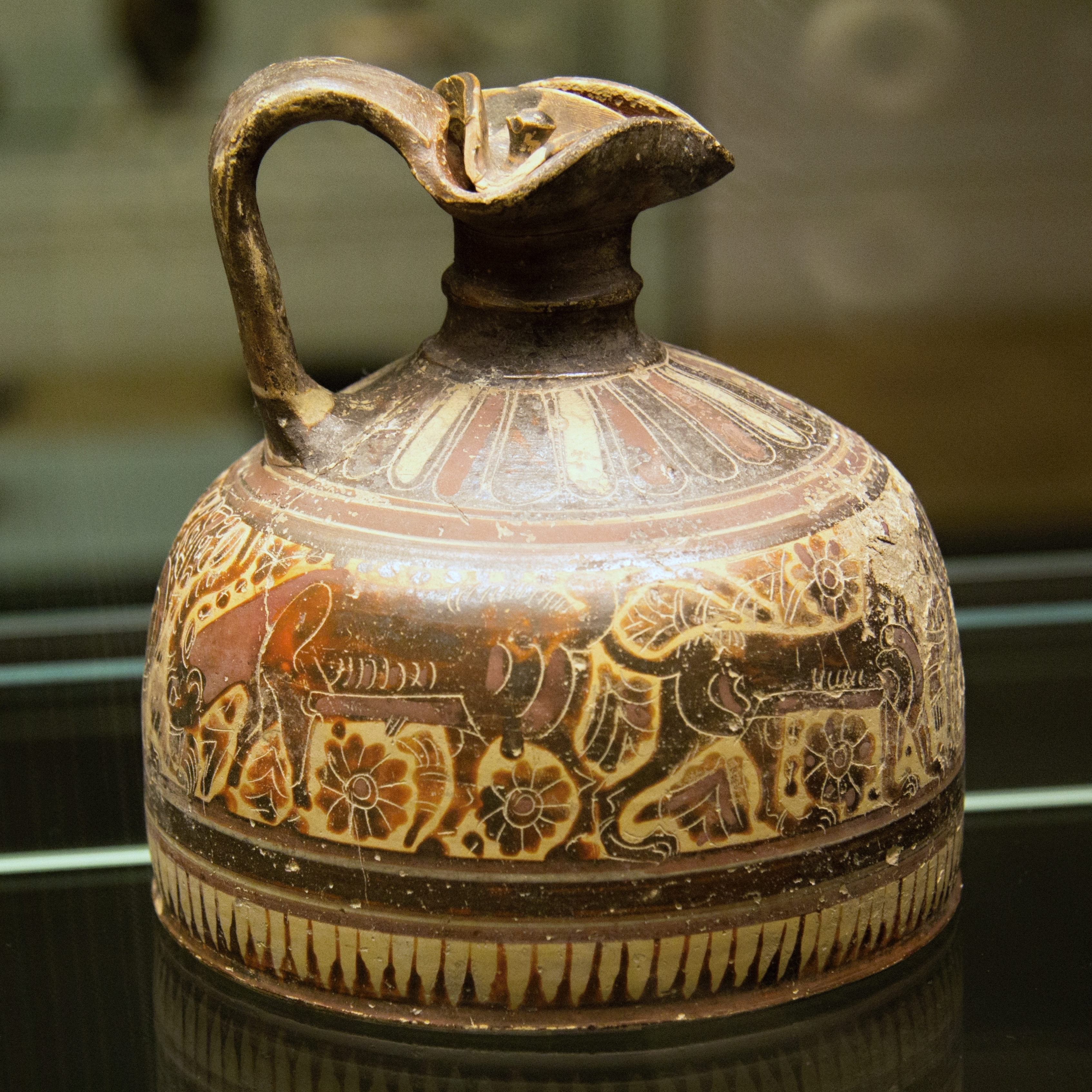
Архаическая ойнохоя с изображением львов и козлов. Конец VII в. до н. э. Дворец Кинских, Прага
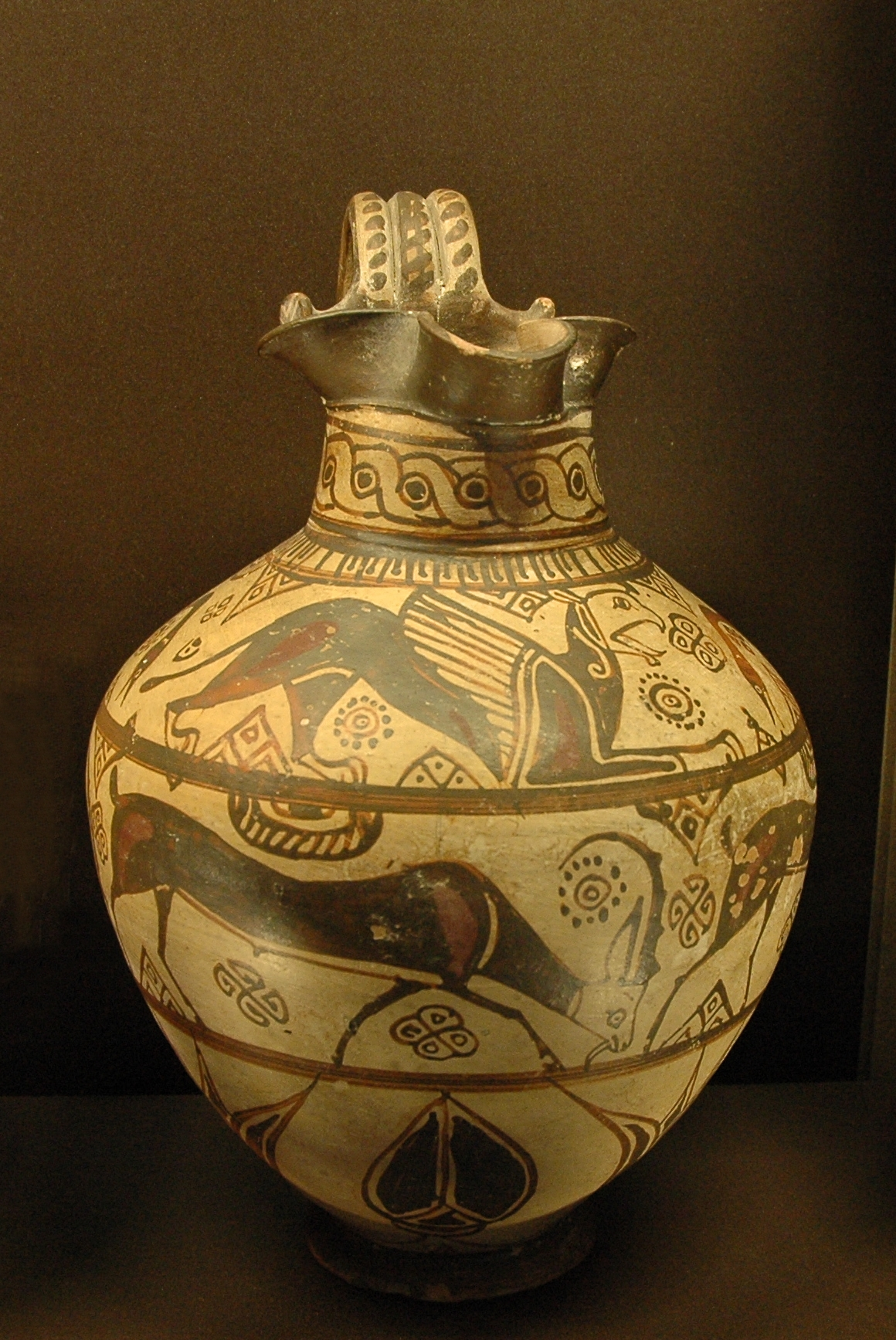
Ойнохоя из Камироса. Остров Родос. 625—600 гг. до н. э. Лувр, Париж
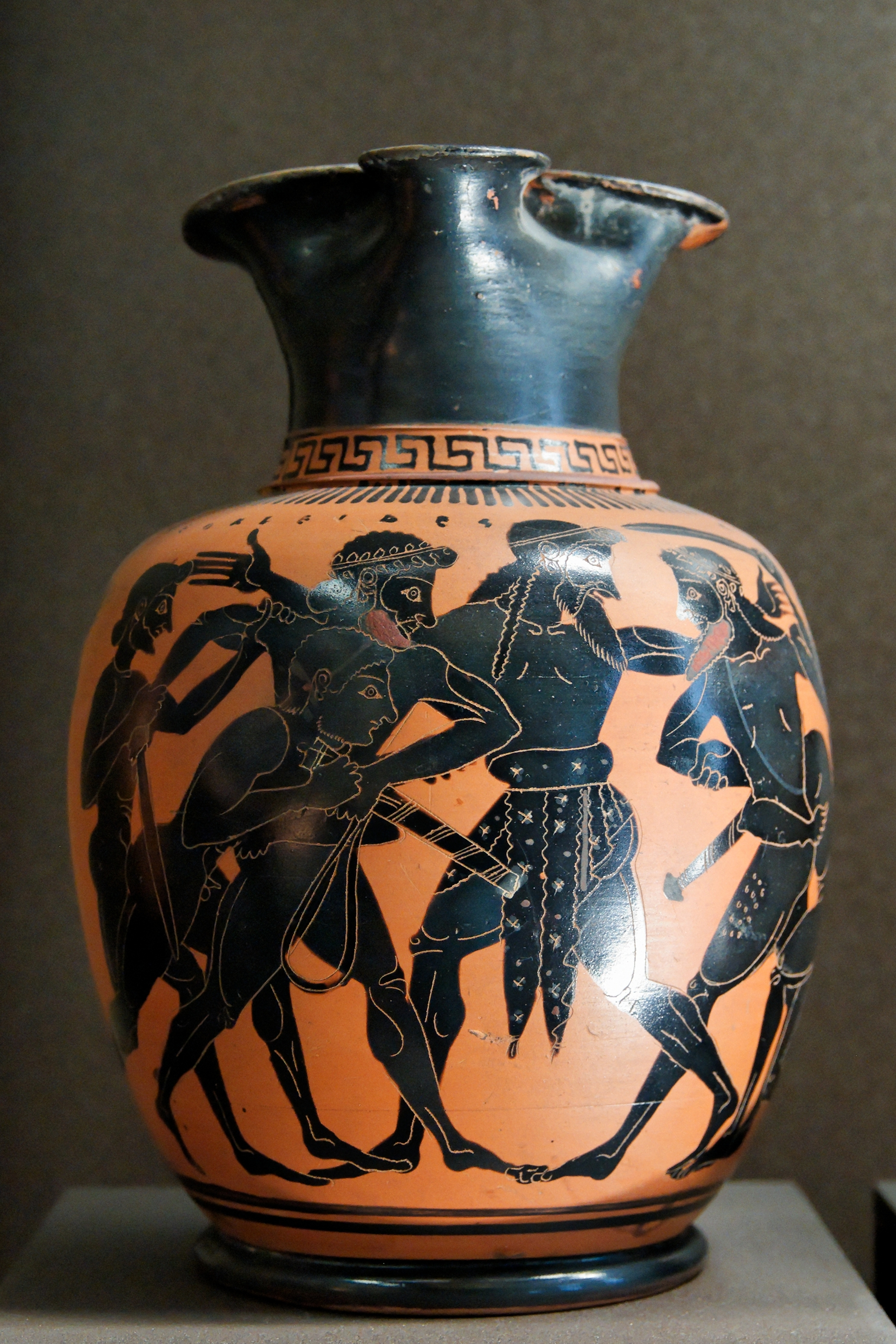
Аттическая чёрнофигурная ойнохоя. «Спор между Аяксом и Одиссеем о доспехах Ахилла». Ок. 520 г. до н. э. Калосская надпись. Высота 20 см, диаметр 13,7 см. Лувр, Париж
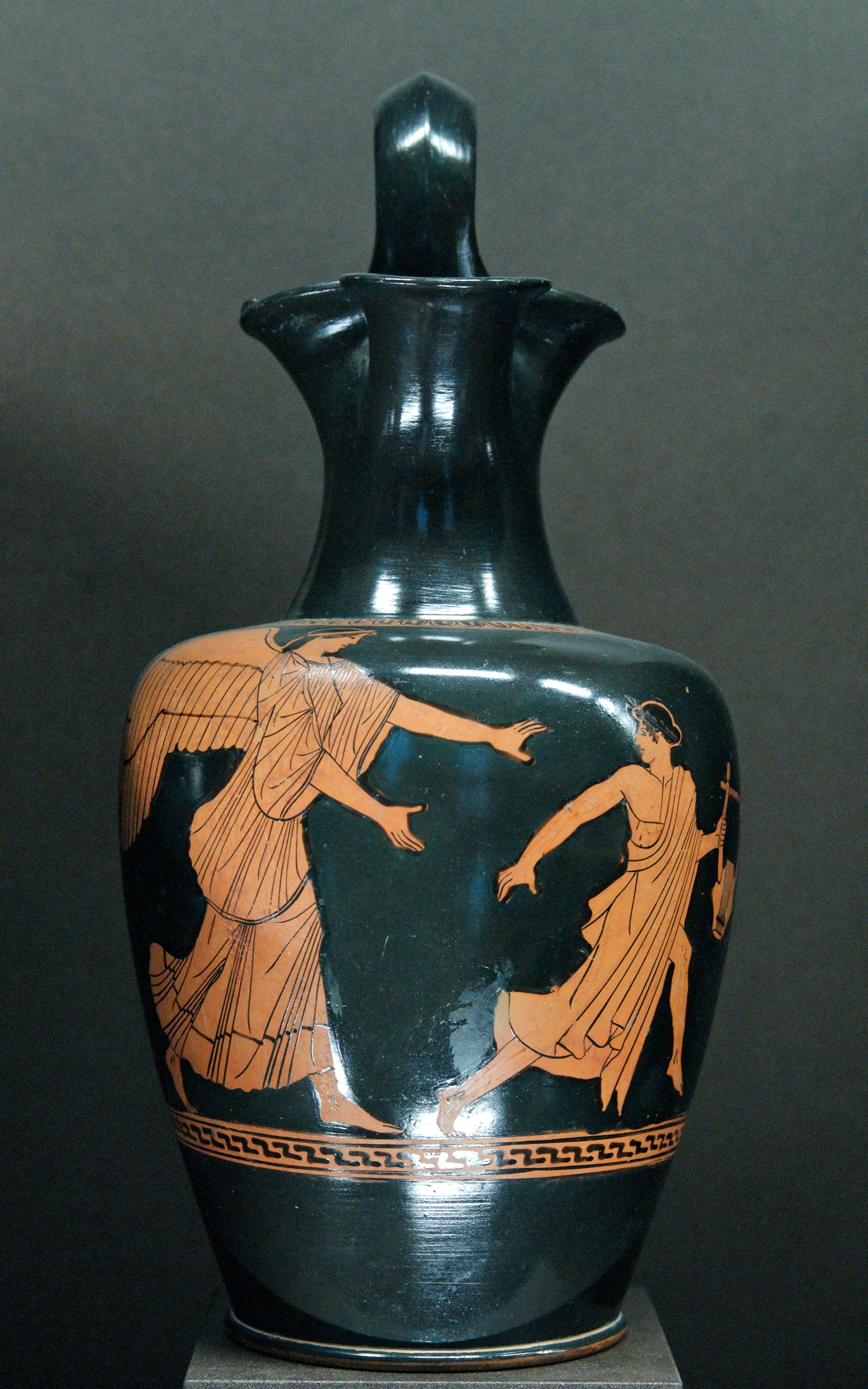
Аттическая краснофигурная ойнохоя. «Эос (Рассвет) преследует Тифона». Форма 1. Высота 22 см, диаметр 13,5 см. 470—460 гг. до н. э. Лувр, Париж
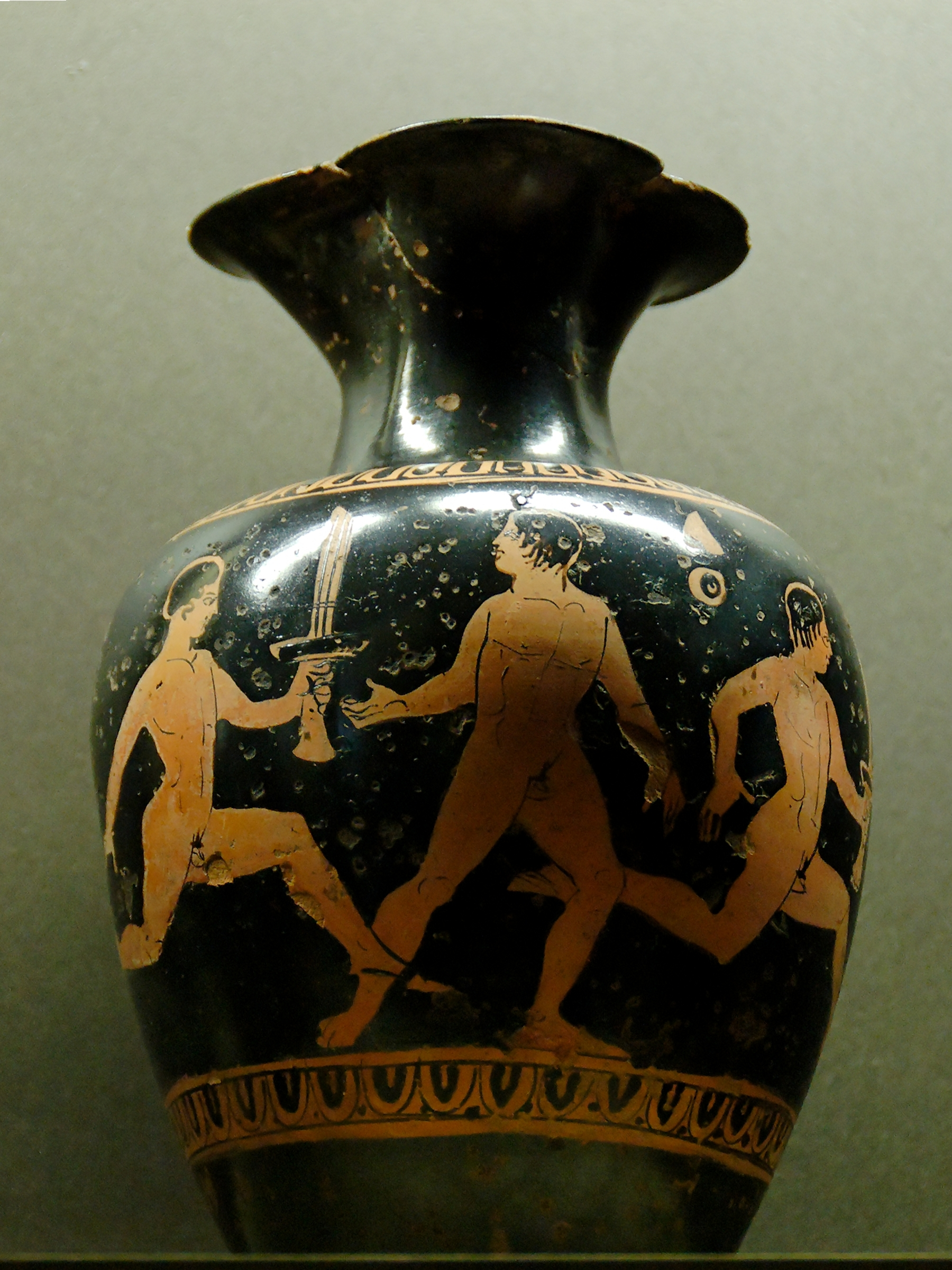
Аттическая ойнохоя. Форма 2. Высота 23,5 см, диаметр 14,3 см. IV в. до н. э. Лувр, Париж
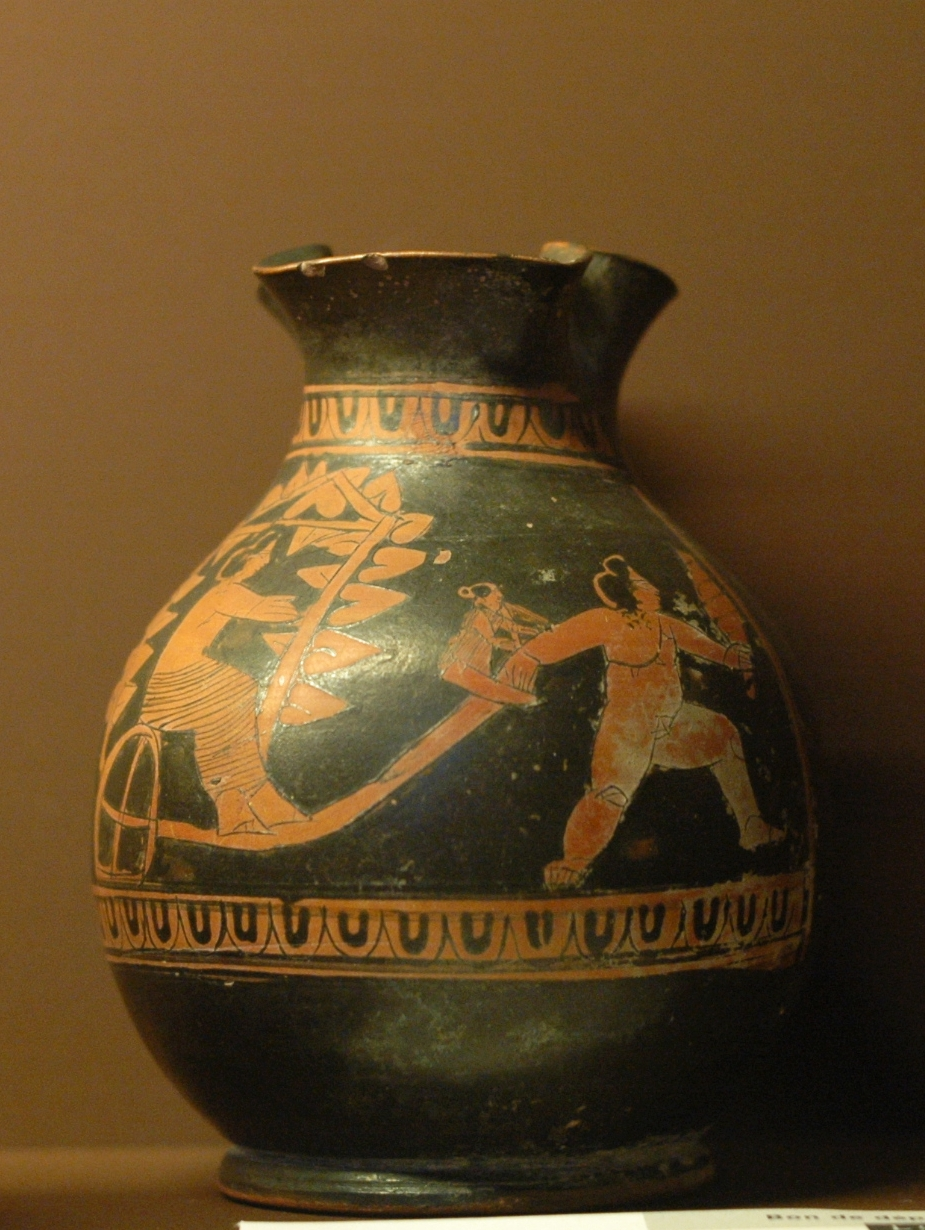
Ойнохоя. Форма 3. Высота 10,5 см, диаметр 8,1 см. Лувр, Париж
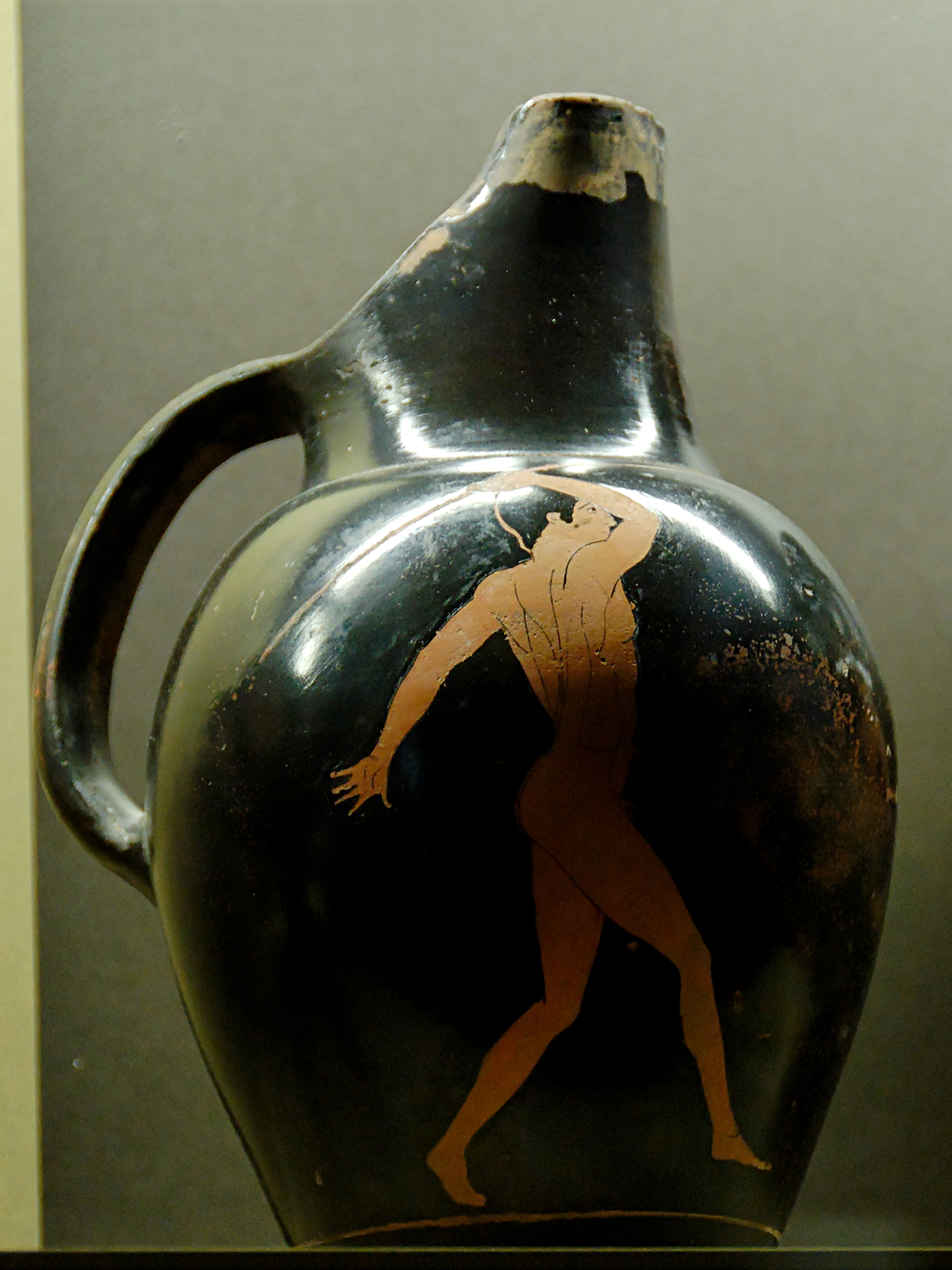
Аттическая краснофигурная ойнохоя «Метатель копья». Форма 7. Высота 21 см, диаметр 12,8 см. Ок. 450 г. до н. э. Лувр, Париж
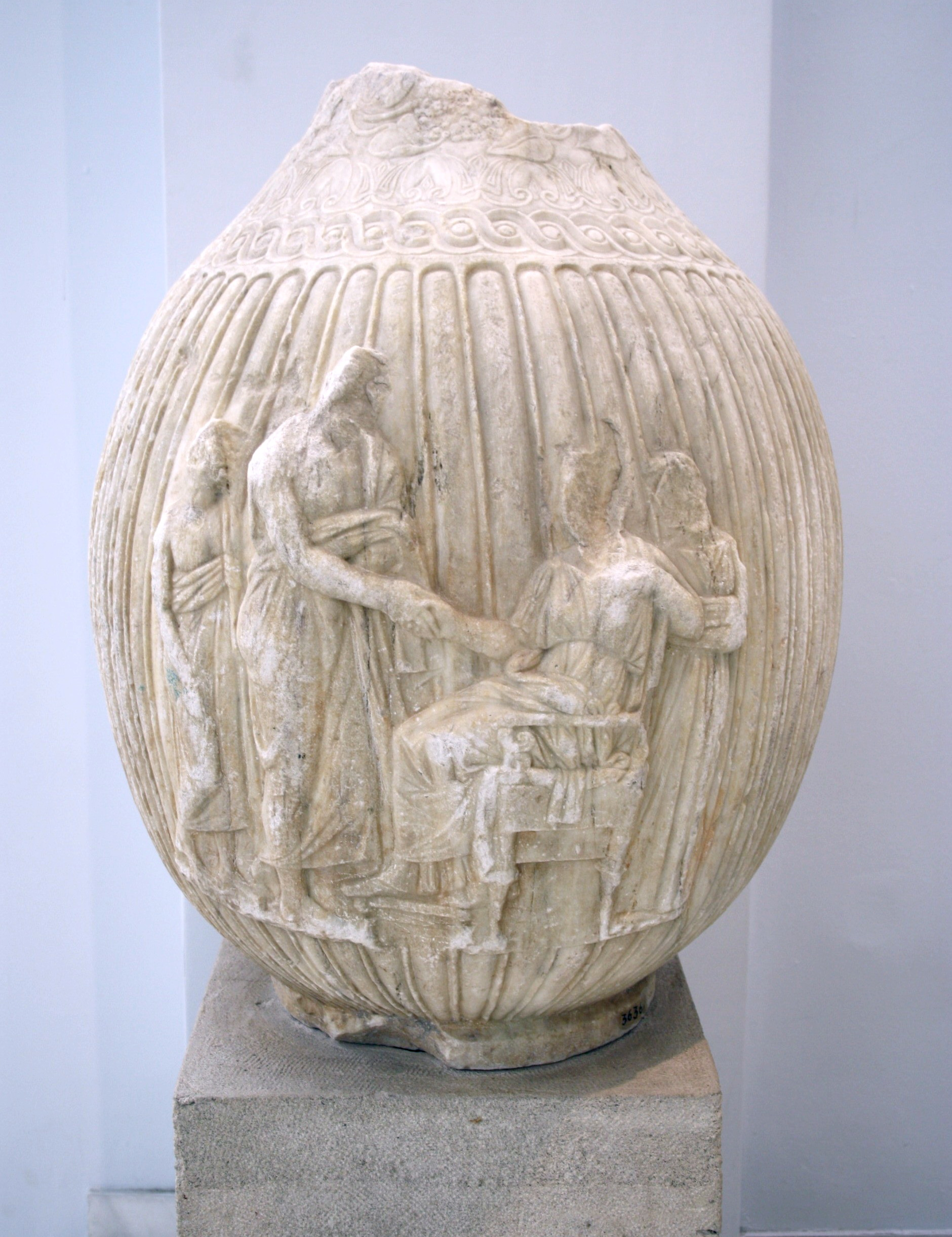
Надгробная ойнохоя со сценой прощания. Третья четверть IV в. до н. э. Археологический музей, Пирей, Греция
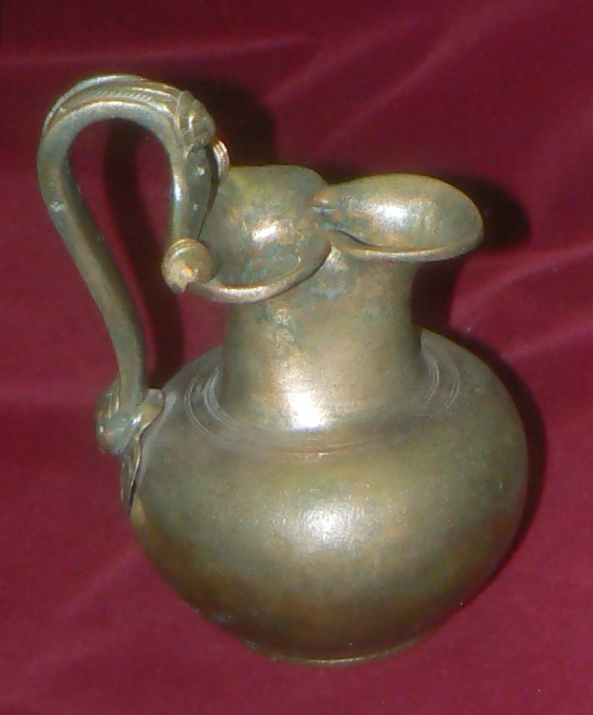
Бронзовая ойнохоя с носиком-трилистником. Исторический музей. Нова Загора, Болгария
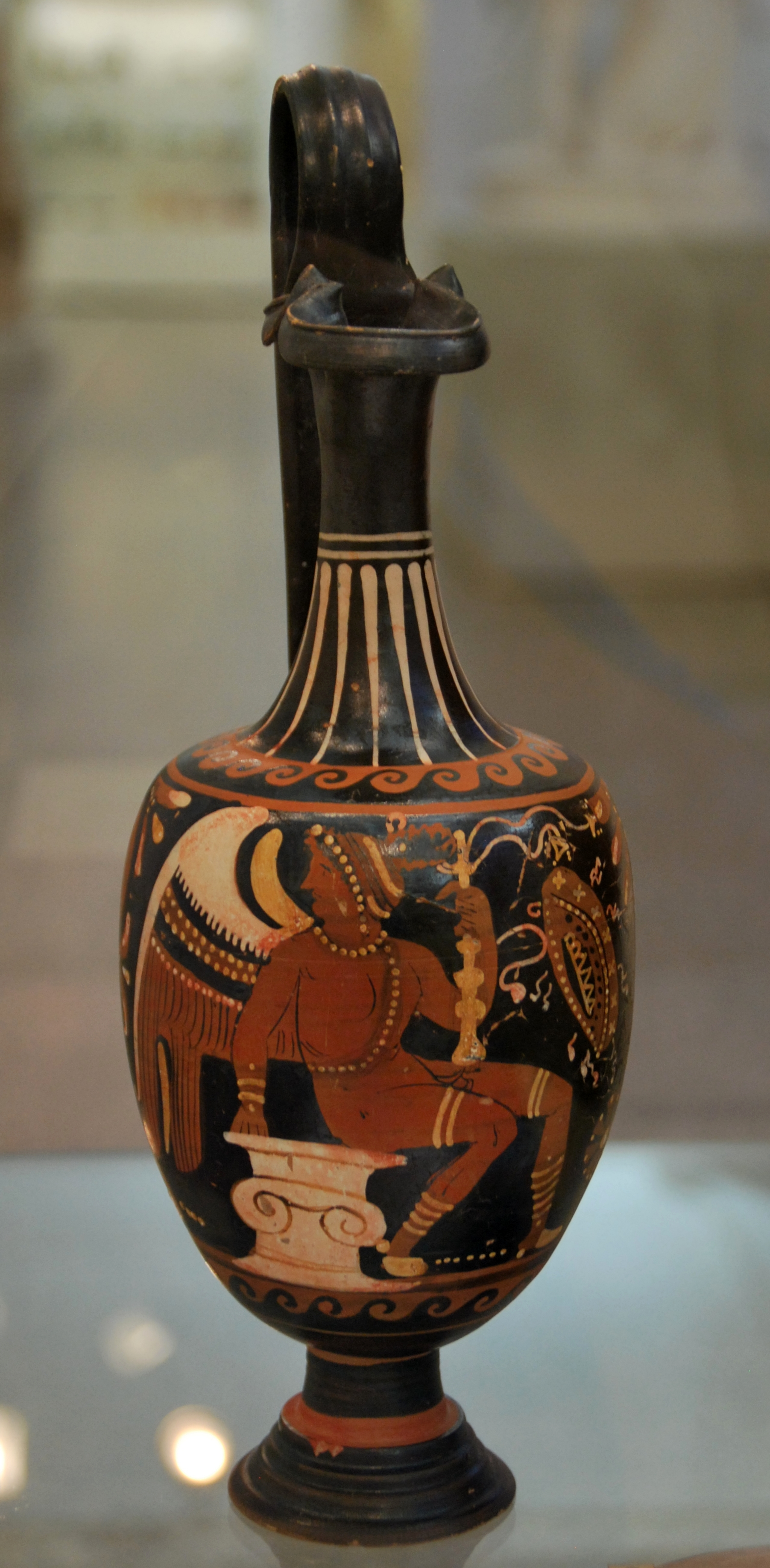
Апулийская краснофигурная ойнохоя с изображением Эроса с булавой. Конец IV века до н. э. Античное собрание, Киль